# Gare d'Eernegem
La gare d'Eerngemem est une ancienne gare ferroviaire belge de la ligne 62, d'Ostende à Torhout située à Eernegem, section de la commune d'Ichtegem, en région flamande dans la Province de Flandre-Occidentale.
Mise en service en 1868 par le Chemin de fer d'Ostende à Armentières, elle ferme dans les années 1960.

## Situation ferroviaire
Établie à 7 m d'altitude, la gare de Snaaskerke était située au point kilométrique (PK) 13,8 de la ligne 62, d'Ostende à Torhout entre les gares de Gistel et Ichtegem.

## Histoire
La station d'Eerneghem est mise en service le 1er avril 1868 par la Compagnie du chemin de fer d'Ostende à Armentières qui inaugure le même jour la ligne d'Ostende-Ville à Torhout. L'année suivante, la compagnie s'intègre à la Société générale d'exploitation de chemins de fer. C'est finalement en 1880 que l'État belge rachète le réseau. Au moment de la reprise, la gare dispose d'une voie de croisement et d'une voie de garage avec rampe mais pas de pont à peser.
Le bâtiment de la gare, comme tous ceux de la ligne, a été remplacé après la nationalisation par une construction de plan standardisé. À Eernegem, celui d'origine est néanmoins conservé un temps comme bâtiment de service à côté du premier.
Un important moulin à huile, future conserverie Alibel (Alimentation Belge) directement accolé à la gare assurait une part importante du trafic marchandises. La gare possédait au-moins trois voies de garage en cul-de-sac dans les années 1950.
La SNCB met fin aux trains de voyageurs sur la ligne le 26 mai 1963. Les trains de marchandises, qui desservaient la cour aux marchandises de la gare et l'usine de béton, sont supprimés en 1967. Le bâtiment de la gare est racheté par la commune au début des années 70 pour être démoli.
La ligne abandonnée est démantelée en 1984-1985. Un chemin baptisé « Groene 62 » permet désormais aux piétons et cyclistes de parcourir la ligne.

## Patrimoine ferroviaire
Deux maisons de garde du type standard avec étage haut sont présentes de part et d'autre de la gare. L'une servait de maison de garde-barrière tandis que la position de l'autre laisse supposer un usage différent (maison de piqueur, de cheminot ou en lien avec l'embranchement de l'usine toute proche. Le café des voyageurs, un grand bâtiment à sept fenêtres à l'étage, a été démoli vers 2010 en même temps que l'usine désaffectée pour céder la place à des appartements.
Le bâtiment d'origine de la gare, visible sur des photographies d'époque, devait à l'origine être du même type que celui de la gare de Langemark, agrandi par la suite et détruit durant la Première guerre mondiale. Remplacée par le nouveau bâtiment, la première gare d'Eernegem a servi de bâtiment de service (magasin pour les colis?) avant de disparaître à une date indéterminée. Composé d'un corps de logis avec une courte aile de service et une aile pour les voyageurs de longueur indéterminée (cette dernière avait déjà disparu sur les photographies), il était peint en blanc.
Le nouveau bâtiment appartient au plan type 1881 comme les autres stations de la ligne 62 avec une aile de trois travées à gauche du corps de logis dotée d'une marquise.
L'emplacement de la gare est désormais un parking bordé par la voie verte.